# Matti Nykänen
Matti Ensio Nykänen (Jyväskylä, 17 de julio de 1963–Joutseno, 4 de febrero de 2019) fue un deportista finlandés que compitió en salto en esquí. Estuvo activo en los años 1980 y fue el esquiador más laureado de su época: cuatro veces campeón olímpico, seis veces campeón en el Mundial de esquí nórdico, dos veces campeón en el Torneo de los Cuatro Trampolines y cuatro veces ganador de la Copa del Mundo.
Participó en dos Juegos Olímpicos de Invierno, en los años 1984 y 1988, obteniendo en total cinco medallas: dos en Sarajevo 1984, oro en trampolín grande individual y plata en trampolín normal individual, y tres de oro en Calgary 1988, en las pruebas de trampolín normal individual, trampolín grande individual y trampolín grande por equipo (junto con Ari-Pekka Nikkola, Tuomo Ylipulli y Jari Puikkonen).
Ganó once medallas en el Campeonato Mundial de Esquí Nórdico entre los años 1982 y 1989.
Después de retirarse del deporte, en 1991, probó suerte como cantante de pop. Su primer álbum fue un éxito y obtuvo un disco de oro por conseguir más de 25 000 ventas. Lamentablemente, el mal temparamento y problemas con el alcohol truncaron su carrera artística y le llevaron a tener problemas con la ley.

## Vida personal
Nykänen estuvo casado seis veces:

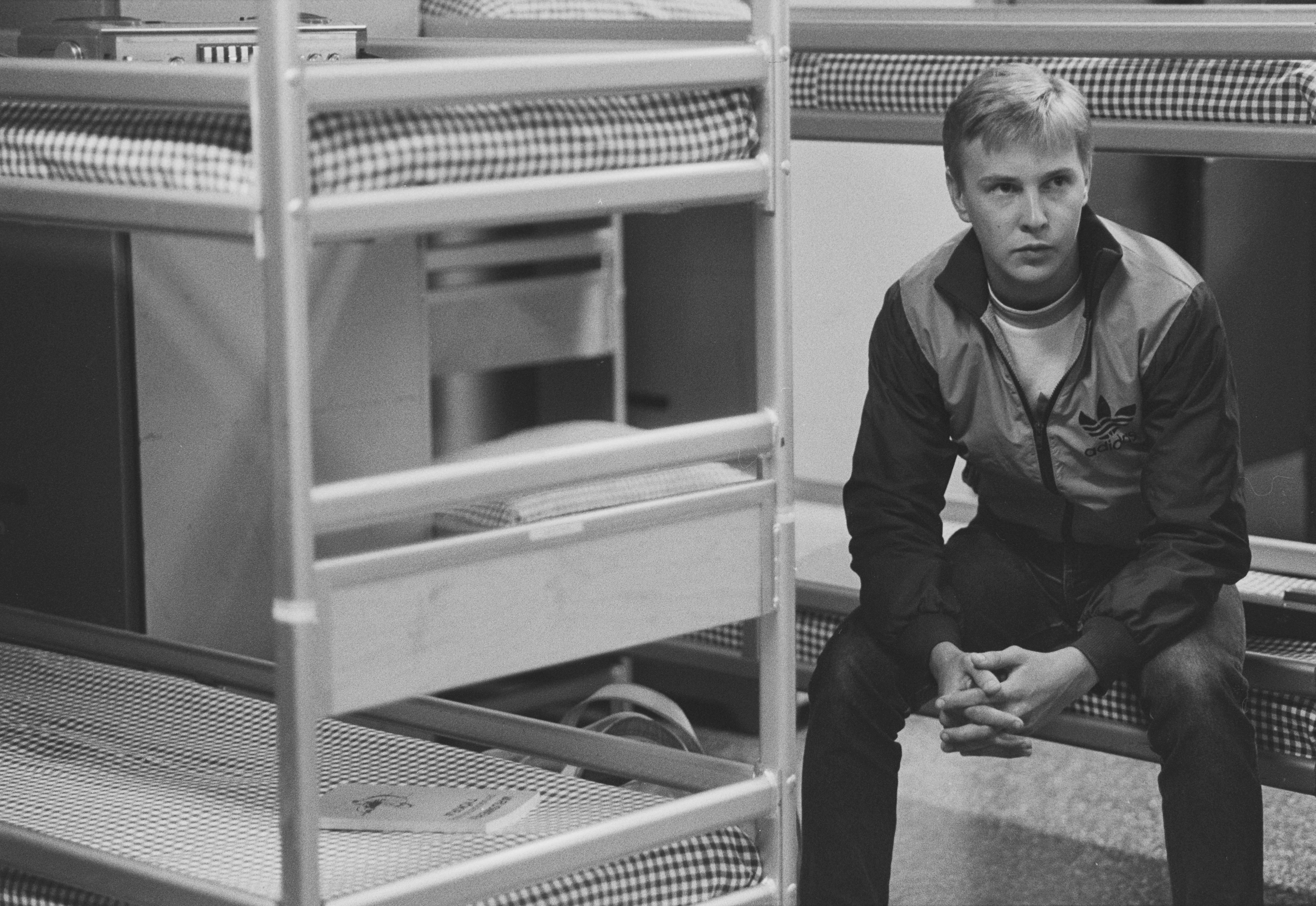
Matti Nykänen en el servicio militar finlandés 1984

- Tiina Hassinen (1986-1988), un hijo[6]
- Pia Hynninen (1989-1991), una hija[6]
- Sari Paanala (1996-1998)[6] (Nykänen cambió su apellido a Paanala durante este matrimonio[7])
- Mervi Tapola (2001-2003, se volvió a casar en 2004-2010)
- Pia Talonpoika (2014- su muerte)

### Relación con Mervi Tapola

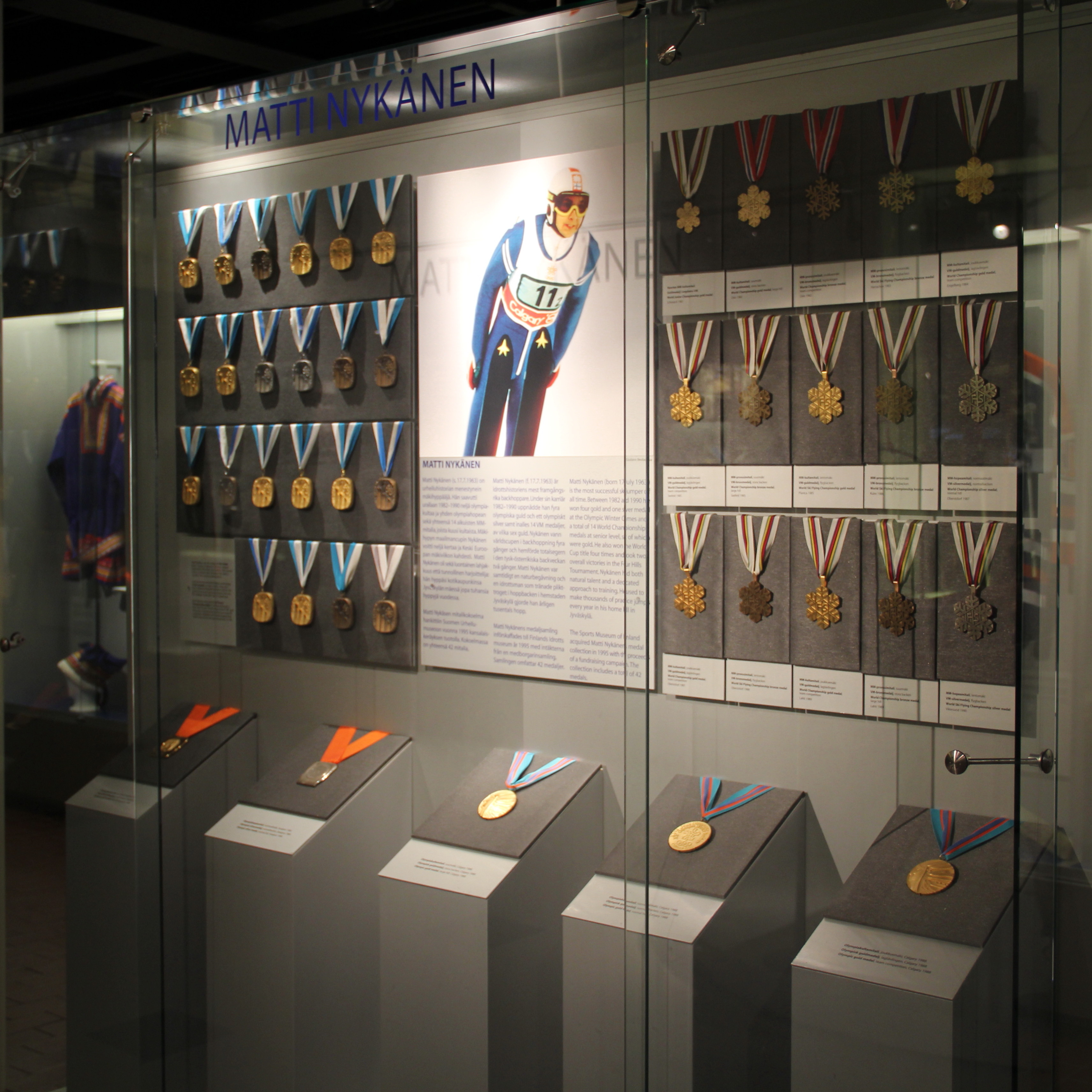
Medallas olímpicas, mundiales y finlandesas de Matti Nykänen en el Museo del Deporte. La colección es propiedad de la Fundación del Museo del Deporte de Finlandia.

Nykänen conoció a la millonaria "heredera de las salchichas" Mervi Tapola (1954-2019) en 1999, y estuvieron casados de 2001 a 2003.
Se divorciaron en 2003 y se volvieron a casar en 2004. El matrimonio fue tempestuoso y dio lugar a numerosos incidentes muy sonados: La primera agresión denunciada contra Tapola se produjo en junio de 2000, tras una orden de alejamiento impuesta a Nykänen. En 2004, Nykänen fue condenado a una sentencia suspendida por agredir de nuevo a Tapola. Nykänen ya había sido acusado de agredir a Tapola en 2001, pero los cargos se retiraron porque Tapola ejerció su derecho a guardar silencio.
En septiembre de 2005, mientras estaba en libertad condicional por otra agresión, Nykänen volvió a ser detenido cuatro días después de su puesta en libertad por maltratar de nuevo a su pareja. Nykänen fue condenado y encarcelado durante cuatro meses el 16 de marzo de 2006. Poco después de su puesta en libertad, apuñaló a un hombre en una pizzería de Korpilahti.En el verano de 2009, Tapola (entonces Tapola-Nykänen) solicitó el divorcio por decimocuarta vez, pero lo canceló.
El día de Navidad de 2009, Nykänen presuntamente hirió a su esposa con un cuchillo e intentó estrangularla con el cinturón de un albornoz. Fue acusado de intento de homicidio y detenido por la policía de Tampere, pero fue puesto en libertad el 28 de diciembre después de que se retiraran los cargos por falta de pruebas. El 24 de agosto de 2010, Nykänen fue declarado culpable de lesiones corporales graves y condenado a 16 meses de prisión y a pagar 5.000 euros de indemnización a su esposa por el dolor y el sufrimiento emocional y 3.000 euros por gastos legales. En agosto de 2010, Tapola presentó la decimoquinta demanda de divorcio.

### Incidente de agresión
El 24 de agosto de 2004, Nykänen fue detenido bajo sospecha de intento de homicidio involuntario de un amigo de la familia tras perder un concurso de tirarse de los dedos en Tottijärvi, Nokia. En octubre de 2004, fue declarado culpable de agresión con agravantes y condenado a 26 meses de prisión. Al tratarse de un primer delito, fue puesto en libertad en septiembre de 2005.

### Como artista

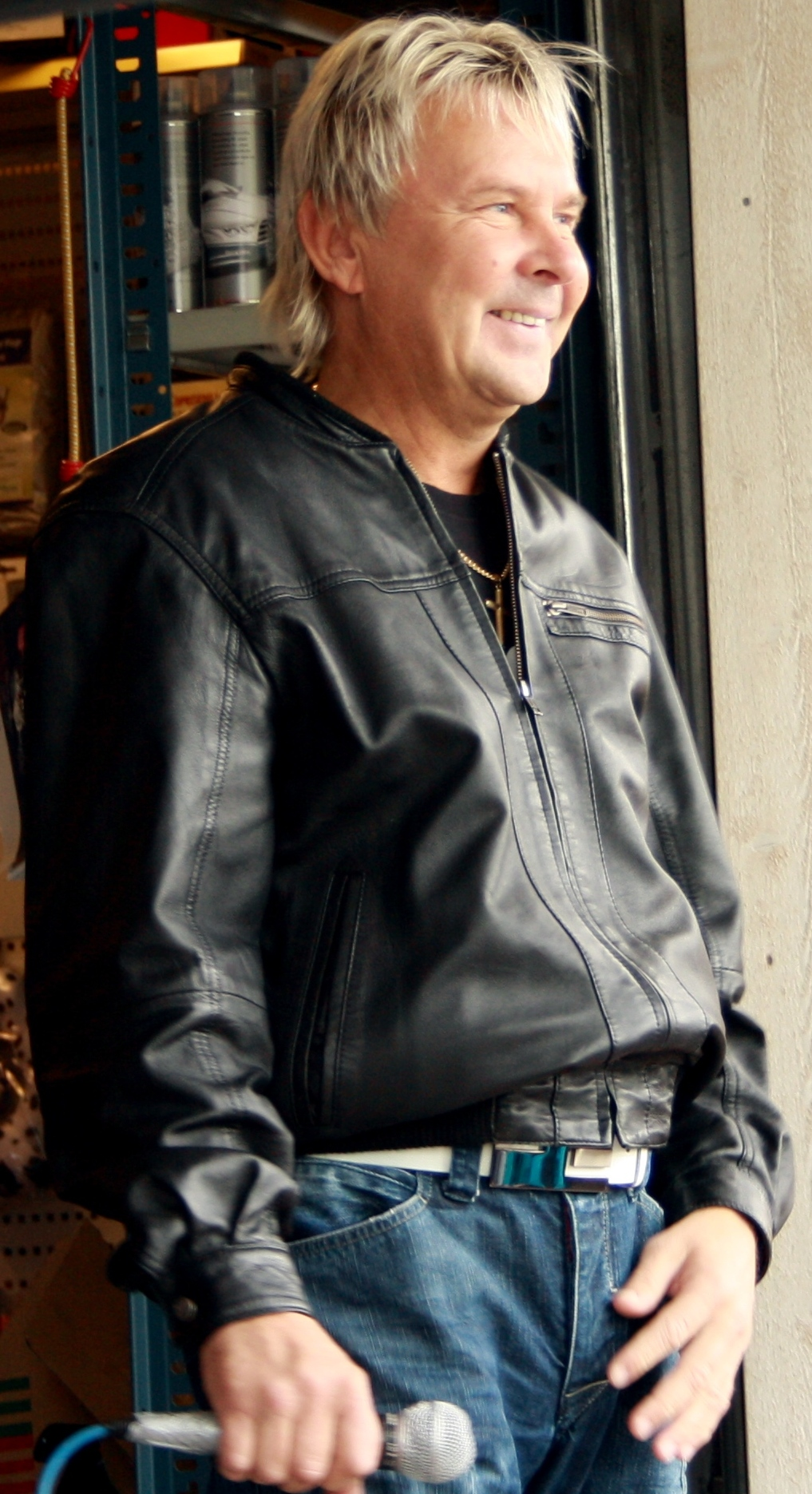
Nykänen actuando en 2010

Cuando la carrera de saltos de esquí de Nykänen tocaba a su fin, un grupo de empresarios le propuso convertirse en cantante. Su primer álbum Yllätysten yö (Noche de sorpresas) se publicó en 1992 y vendió más de 25.000 copias. Nykänen se convirtió en el segundo medallista de oro olímpico después de Tapio Rautavaara en recibir un Certificado de ventas de grabaciones musicales en Finlandia. Su siguiente álbum Samurai (1993) no tuvo tanto éxito.
A finales de la década de 1990, debido a graves problemas económicos, Nykänen trabajó como stripper en un restaurante de Järvenpää. Al restaurador se le reprochó la explotación de Nykänen.
En 2002, Nykänen reapareció como cantante y lanzó el sencillo "Ehkä otin, ehkä en" ("Quizá lo tomé, quizá no"). También dio su nombre a una marca de sidra con el mismo eslogan publicitario. En 2006, Nykänen lanzó su tercer álbum de estudio Ehkä otin, ehkä en (Quizás lo tomé, quizás no).  Durante la mayor parte de su carrera musical, Nykänen trabajó con el músico profesional Jussi Niemi. Nykänen recorrió Finlandia actuando dos o tres veces por semana con el conjunto Samurai dirigido por Niemi.

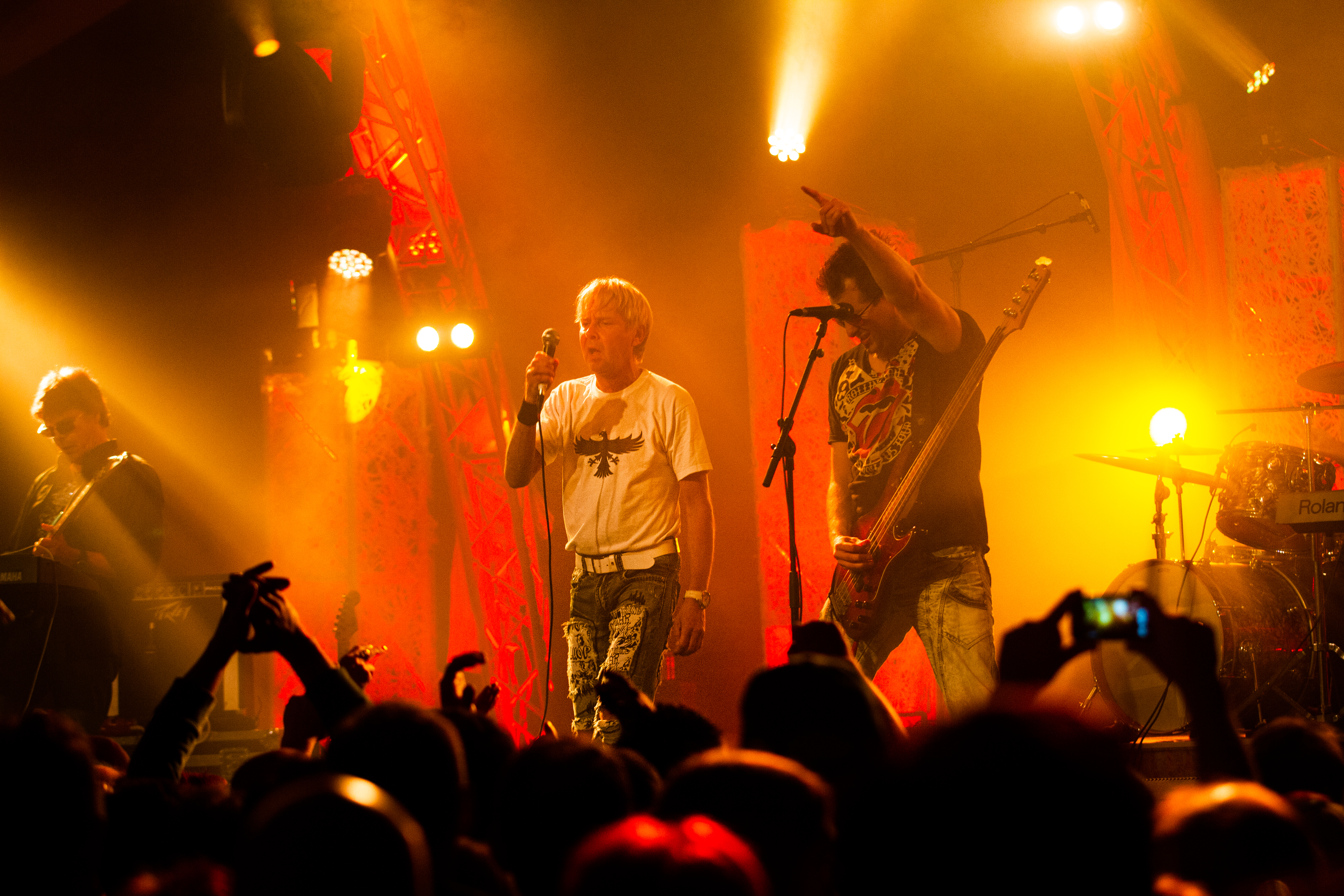
Matti Nykänen en el evento musical Kiuruvesi en 2013

Muchos de los singles de Nykänen llevan el nombre de algunas citas (in)famosas de Nykänen, como Elämä on laiffii ("La vida es la vida"), Jokainen tsäänssi on mahdollisuus ("Cada oportunidad es una posibilidad"), y Ehkä otin, ehkä en.
En noviembre de 2009, Nykänen empezó a presentar su propia serie web de cocina Mattihan se sopan keitti (Después de todo, es un comedor social).

### Diagnóstico de TDAH
A principios de la década de 2000, Nykänen fue diagnosticado de trastorno por déficit de atención con hiperactividad.

## Palmarés internacional
| Juegos Olímpicos   | Juegos Olímpicos      | Juegos Olímpicos  | Juegos Olímpicos |
| Año                | Lugar                 | Medalla           | Prueba           |
| ------------------ | --------------------- | ----------------- | ---------------- |
| 1984               | Sarajevo (Yugoslavia) | Medalla de oro    | TG individual    |
| 1984               | Sarajevo (Yugoslavia) | Medalla de bronce | TN individual    |
| 1988               | Calgary (Canadá)      | Medalla de oro    | TN individual    |
| 1988               | Calgary (Canadá)      | Medalla de oro    | TN individual    |
| 1988               | Calgary (Canadá)      | Medalla de oro    | TG por equipos   |
| Campeonato Mundial |                       |                   |                  |
| Año                | Lugar                 | Medalla           | Prueba           |
| 1982               | Oslo (Noruega)        | Medalla de oro    | TG individual    |
| 1982               | Oslo (Noruega)        | Medalla de bronce | TG por equipos   |
| 1984               | Sarajevo (Yugoslavia) | Medalla de oro    | TG individual    |
| 1984               | Engelberg (Suiza)     | Medalla de oro    | TG por equipos   |
| 1984               | Sarajevo (Yugoslavia) | Medalla de plata  | TN individual    |
| 1985               | Seefeld (Austria)     | Medalla de oro    | TG individual    |
| 1985               | Seefeld (Austria)     | Medalla de bronce | TG por equipos   |
| 1987               | Oberstdorf (RFA)      | Medalla de oro    | TG por equipos   |
| 1987               | Oberstdorf (RFA)      | Medalla de plata  | TN individual    |
| 1989               | Lahti (Finlandia)     | Medalla de oro    | TG por equipos   |
| 1989               | Lahti (Finlandia)     | Medalla de bronce | TG individual    |

## Copa del Mundo

### Victorias
| Nr. | Fecha                   | Lugar                    | País                          |
| --- | ----------------------- | ------------------------ | ----------------------------- |
| 1.  | 30 de diciembre de 1981 | Oberstdorf               | Alemania                      |
| 2.  | 28 de febrero de 1982   | Oslo                     | Noruega                       |
| 3.  | 13 de marzo de 1982     | Tauplitz/Bad Mitterndorf | Austria                       |
| 4.  | 18 de diciembre de 1982 | CLugarina d’Ampezzo      | Italia                        |
| 5.  | 4 de enero de 1983      | Innsbruck                | Austria                       |
| 6.  | 15 de enero de 1983     | Lake Placid              | Estados Unidos                |
| 7.  | 16 de enero de 1983     | Lake Placid              | Estados Unidos                |
| 8.  | 23 de enero de 1983     | Thunder Bay              | Canadá                        |
| 9.  | 18 de febrero de 1983   | Vikersund                | Noruega                       |
| 10. | 19 de febrero de 1983   | Vikersund                | Noruega                       |
| 11. | 20 de febrero de 1983   | Vikersund                | Noruega                       |
| 12. | 27 de febrero de 1983   | Falun                    | Suecia                        |
| 13. | 27 de marzo de 1983     | Planica                  | Eslovenia                     |
| 14. | 18 de febrero de 1984   | Sarajevo                 | Bosnia y Herzegovina          |
| 15. | 3 de marzo de 1984      | Lahti                    | Finlandia                     |
| 16. | 4 de marzo de 1984      | Lahti                    | Finlandia                     |
| 17. | 17 de marzo de 1984     | Oberstdorf               | Alemania                      |
| 18. | 18 de marzo de 1984     | Oberstdorf               | Alemania                      |
| 19. | 4 de enero de 1985      | Innsbruck                | Austria                       |
| 20. | 9 de febrero de 1985    | Sapporo                  | Japón                         |
| 21. | 2 de marzo de 1985      | Lahti                    | Finlandia                     |
| 22. | 10 de marzo de 1985     | Oslo                     | Noruega                       |
| 23. | 23 de marzo de 1985     | Štrbské Pleso            | Eslovaquia                    |
| 24. | 24 de marzo de 1985     | Štrbské Pleso            | Eslovaquia                    |
| 25. | 11 de enero de 1986     | Harrachov                | Tschechien                    |
| 26. | 18 de enero de 1986     | Klingenthal              | República Democrática Alemana |
| 27. | 25 de enero de 1986     | Sapporo                  | Japón                         |
| 28. | 26 de enero de 1986     | Sapporo                  | Japón                         |
| 29. | 1 de marzo de 1986      | Lahti                    | Finlandia                     |
| 30. | 2 de marzo de 1986      | Lahti                    | Finlandia                     |
| 31. | 22 de marzo de 1986     | Planica                  | Eslovenia                     |
| 32. | 7 de diciembre de 1986  | Thunder Bay              | Canadá                        |
| 33. | 1 de marzo de 1987      | Lahti                    | Finlandia                     |
| 34. | 8 de marzo de 1987      | Falun                    | Suecia                        |
| 35. | 5 de diciembre de 1987  | Thunder Bay              | Canadá                        |
| 36. | 6 de diciembre de 1987  | Thunder Bay              | Canadá                        |
| 37. | 19 de diciembre de 1987 | Sapporo                  | Japón                         |
| 38. | 20 de diciembre de 1987 | Sapporo                  | Japón                         |
| 39. | 1 de enero de 1988      | Garmisch-Partenkirchen   | Alemania                      |
| 40. | 4 de enero de 1988      | Innsbruck                | Austria                       |
| 41. | 6 de enero de 1988      | Bischofshofen            | Austria                       |
| 42. | 20 de enero de 1988     | St. Moritz               | Suiza                         |
| 43. | 5 de marzo de 1988      | Lahti                    | Finlandia                     |
| 44. | 6 de marzo de 1988      | Lahti                    | Finlandia                     |
| 45. | 17 de diciembre de 1988 | Sapporo                  | Japón                         |
| 46. | 1 de enero de 1989      | Garmisch-Partenkirchen   | Alemania                      |

### Posiciones
| Temporada | Posición | Puntos |
| --------- | -------- | ------ |
| 1981/82   | 4        | 138    |
| 1982/83   | 1        | 277    |
| 1983/84   | 2        | 217    |
| 1984/85   | 1        | 224    |
| 1985/86   | 1        | 250    |
| 1986/87   | 6        | 133    |
| 1987/88   | 1        | 282    |
| 1988/89   | 9        | 106    |
| 1989/90   | 19       | 55     |